# Berberia taghzefti
Berberia taghzefti är en fjärilsart som beskrevs av Colin W. Wyatt 1952. Berberia taghzefti ingår i släktet Berberia och familjen praktfjärilar. Inga underarter finns listade i Catalogue of Life.